# Hohenstein (Naturschutzgebiet, Landkreis Hameln-Pyrmont)
Hohenstein ist die Bezeichnung eines Naturschutzgebietes in der niedersächsischen Stadt Hessisch Oldendorf im Landkreis Hameln-Pyrmont. Benannt ist es nach dem Berg Hohenstein im Süntel.

## Allgemeines

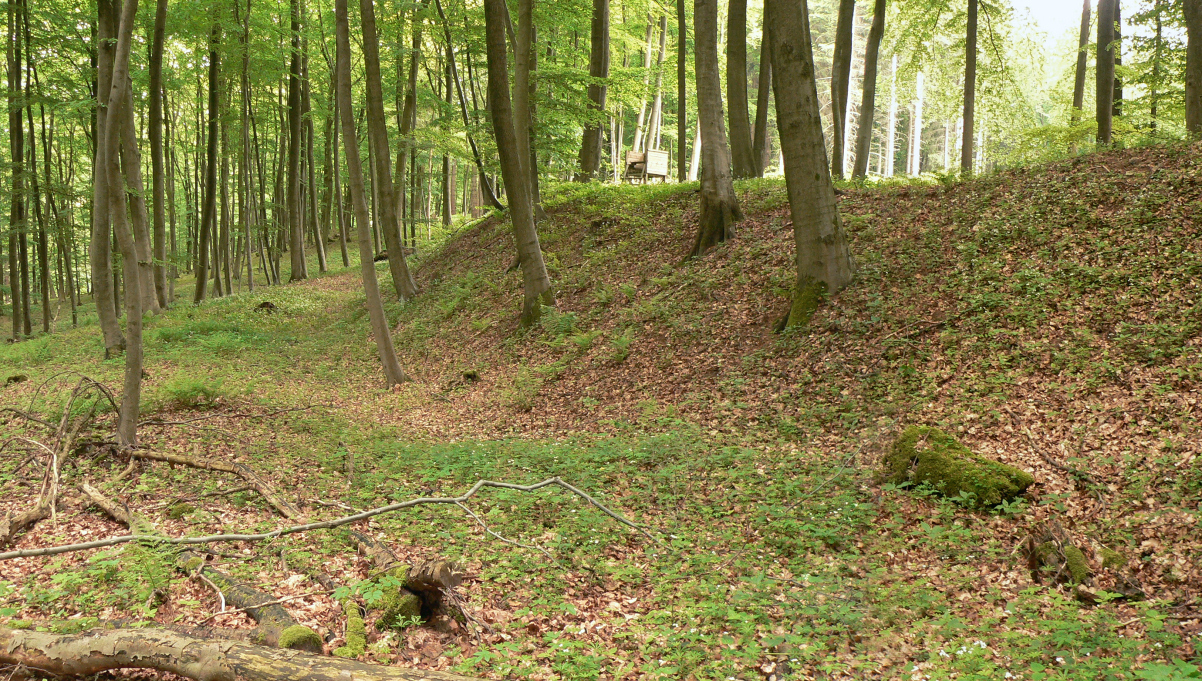
Ein Wall der Amelungsburg im NSG Hohenstein

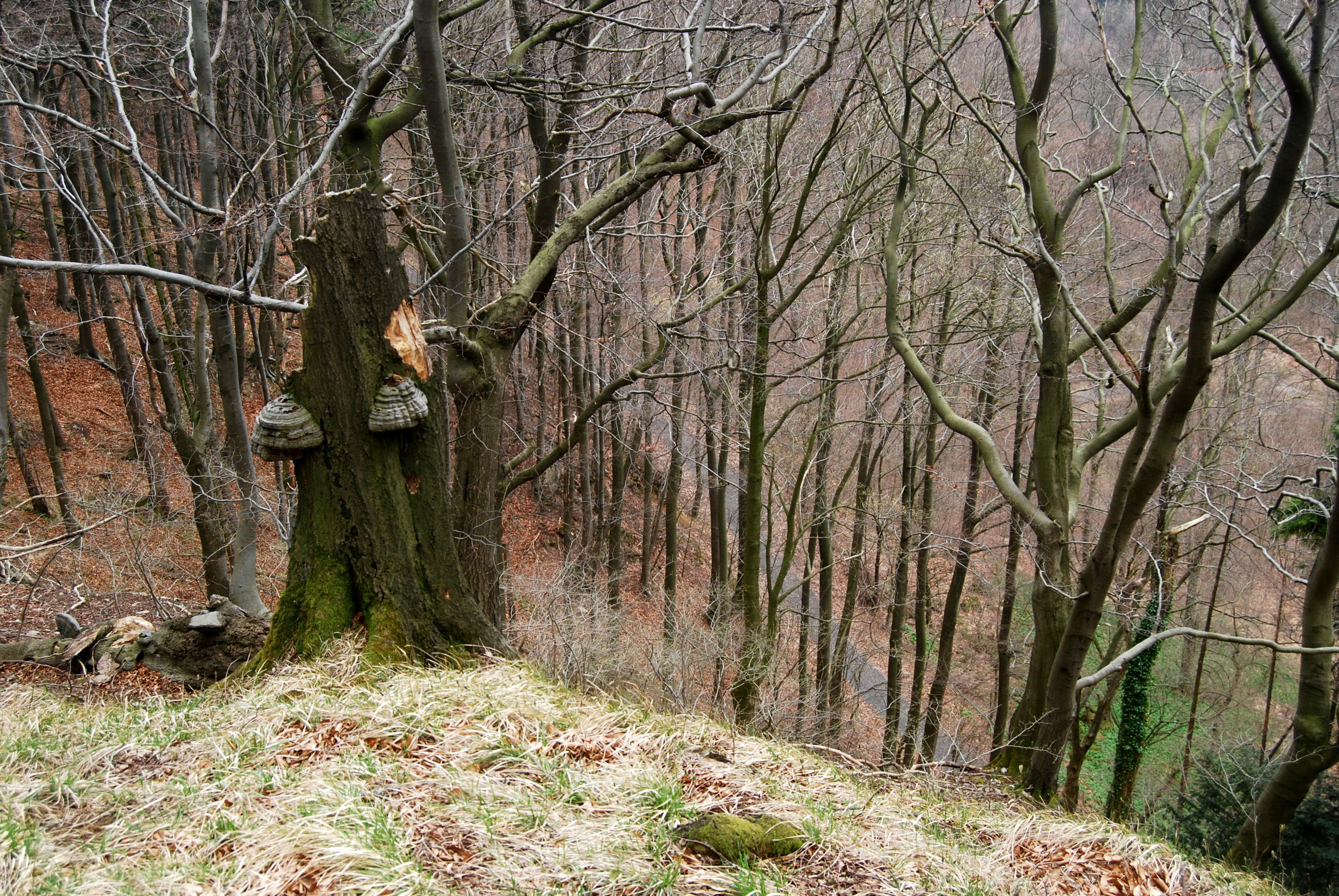
Wald an einem Steilhang im NSG Hohenstein

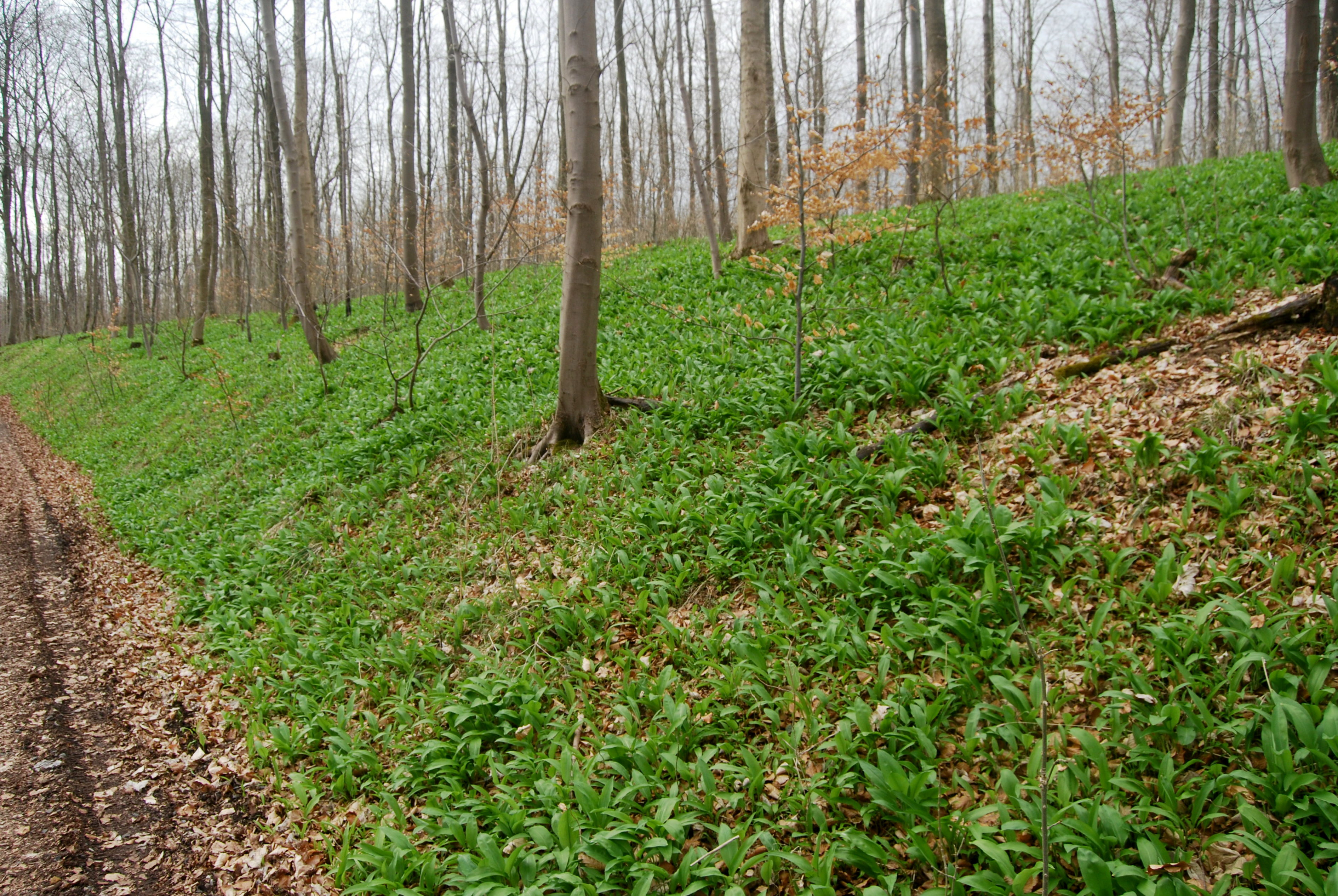
Bärlauchbestand im NSG Hohenstein

Das Naturschutzgebiet mit dem Kennzeichen NSG HA 002 ist 1.087 Hektar groß. Es ist fast vollständig Bestandteil des FFH-Gebietes „Süntel, Wesergebirge, Deister“ und zu einem großen Teil Bestandteil des EU-Vogelschutzgebietes „Uhu-Brutplätze im Weserbergland“. Das Naturschutzgebiet ist zu einem großen Teil vom Landschaftsschutzgebiet „Hessisch Oldendorfer Wesertal/Nord“ umgeben. Im Osten grenzt es an das Landschaftsschutzgebiet „Süntel“, im Nordwesten an das Landschaftsschutzgebiet „Wesergebirge“. Das 1972 ausgewiesene, 58,9 Hektar große Naturwaldreservat „Hohenstein“ und das 1974 ausgewiesene, 22,4 Hektar große Naturwaldreservat „Schrabstein“ sind Bestandteil des Naturschutzgebietes. 
Das Gebiet, das vom NABU Hessisch Oldendorf betreut wird, steht seit dem 12. Juli 1952 unter Naturschutz. Es ersetzte das zum 2. März 1930 ausgewiesene gleichnamige Naturschutzgebiet. Zum 19. Juli 2018 wurde die Naturschutzverordnung neu gefasst und das zuvor 877 Hektar große Naturschutzgebiet auf seine heutige Größe erweitert. Dabei gingen Teile des Landschaftsschutzgebietes „Hessisch Oldendorfer Wesertal/Nord“ im Naturschutzgebiet auf. Zuständige untere Naturschutzbehörde ist der Landkreis Hameln-Pyrmont.

## Beschreibung
Das Naturschutzgebiet liegt innerhalb des Naturparks Weserbergland Schaumburg-Hameln im Nordwesten des Süntel und nordöstlich von Hessisch Oldendorf. Es stellt in diesem Bereich das Kalkfels- und Buchenwaldgebiet in den Hochlagen des Süntels und im Übergang zum Wesergebirge unter Schutz. Im Naturschutzgebiet befinden sich mehrere markante Felsformationen, insbesondere am Hohenstein, der Südwehe, dem Iberg und Schrabstein sowie am Amelungsberg.
Das Naturschutzgebiet wird überwiegend von reliefreichen, mesophilen Waldgebieten, in deren Krautschicht zahlreiche Orchideen vorkommen, mit teilweise tiefen Bachtälern geprägt. Entlang der kalkreichen, schnell fließenden Bäche, die von Auwäldern begleitet werden, sind Kalktuffquellen zu finden. Nur vereinzelt kommen Grünlandbereiche entlang der Bachläufe vor. Die Schichtstufenkämme mit Felspartien aus Korallenoolith weisen Kalkfelsfluren und natürliche Höhlen auf.
Bei Langenfeld, einem Ortsteil von Hessisch Oldendorf, befindet sich am Rand des Naturschutzgebietes der als Naturdenkmal ausgewiesene Langenfelder Wasserfall. Der 15 Meter hoher Wasserfall des Höllenbachs ist der höchste natürliche Wasserfall in Niedersachsen.
Etwas südlich von Langenfeld grenzt das Naturschutzgebiet an einen Kalksteinbruch, an dessen Nordrand sich die Schillat-Höhle befindet. Im Westen des Steinbruchs, in dem seit 1902 oolithischer Kalkstein gewonnen wird, befindet sich am Rand des Naturschutzgebietes mit der Riesenberghöhle, einer Tropfsteinhöhle und mit 800 Metern Länge der größten Höhle Niedersachsens, ein weiteres Naturdenkmal. Mit der Iborn-Quelle und der Buche im Schneegrund befinden sich zwei weitere Naturdenkmäler im Nordwesten des Naturschutzgebietes.
Im Nordosten des Naturschutzgebietes liegt nördlich des Hohensteins am Oberlauf des Blutbachs ein Waldsee, der Anfang 1932 durch einen Bergsturz entstanden ist.